# Pareques lanfeari
Pareques lanfeari és una espècie de peix de la família dels esciènids i de l'ordre dels perciformes.

## Morfologia
- Els mascles poden assolir 40 cm de longitud total.[5][6]

## Hàbitat
És un peix marí, de clima tropical i demersal que viu fins als 60 m de fondària.

## Distribució geogràfica
Es troba a l'oceà Pacífic sud-oriental: des de l'Equador fins al Perú.

## Observacions
És inofensiu per als humans.